# Midnights
Midnights – dziesiąty album studyjny amerykańskiej piosenkarki i autorki tekstów Taylor Swift, wydany 21 października 2022 roku nakładem Republic Records. Zapowiedziany podczas gali MTV Video Music Awards 2022, album Midnights był pierwszym nowym dziełem Swift od czasu jej indie folkowych albumów z 2020 roku, Folklore i Evermore. To nastrojowy album koncepcyjny o nocnych rozmyślaniach, napisany i wyprodukowany przez Swift wraz z jej wieloletnim współpracownikiem Jackiem Antonoffem.
Zainspirowany „bezsennymi nocami” Swift, Midnights porusza tematy niepokoju, niepewności, samokrytyki, samoświadomości, bezsenności i pewności siebie, a liryzm charakteryzuje się jako konfesyjny, ale tajemniczy. Brzmieniowo eksperymentuje ze stylami chillout, electropop, dream pop i lo-fi, wynikając z alternatywnego podejścia do synth-popu przy użyciu analogowych syntezatorów, automatu perkusyjnego, subtelnych rytmów i rytmów hip-hopu/R&B. Swift ujawniała listę utworów w serii na TikToku o nazwie Midnights Mayhem with Me od 21 września do 7 października 2022 r.
Album odniósł komercyjny sukces we wszystkich formatach konsumpcji muzyki, bijąc szereg rekordów na całym świecie. Osiągnął rekord Spotify pod względem największej liczby jednodniowych odtworzeń albumu i znalazł się na czołowych miejscach list przebojów w 28 krajach. W Stanach Zjednoczonych osiągnął sprzedaż ponad 1,57 miliona egzemplarzy w pierwszym tygodniu, zajął jedenaste w karierze Swift pierwsze miejsce na liście Billboard 200, stał się najlepiej sprzedającym winylem XXI wieku i stał się najlepiej sprzedającym się albumem w 2022 roku. Co więcej, po raz pierwszy w historii, 10 utworów z jednego albumu zajęło 10 pierwszych miejsc listy Billboard Hot 100. Główny singiel „Anti-Hero” zajął jej dziewiąte w karierze pierwsze miejsce na liście Hot 100, podczas gdy późniejsze single „Lavender Haze” i „Karma” uplasowały się na drugim miejscu. Utwory takie jak „Maroon”, „Snow on the Beach” z udziałem Lany Del Rey, „You're on Your Own, Kid”, „Midnight Rain” i „Bejeweled” zajmowały wysokie miejsca na międzynarodowych listach przebojów.
Doceniony przez krytyków muzycznych za powściągliwą produkcję, szczere pisanie piosenek i rytm wokalny, „Midnights” zdobył szereg nagród i został uznany przez publikacje za jeden z najlepszych albumów 2022 roku. Dziennikarze uznali, że wszechobecny sukces albumu jest świadectwem kulturowego wpływu Taylor Swift. Album i zawarte na nim utwory otrzymały 6 nominacji na 66. dorocznej ceremonii rozdania nagród Grammy w 2024 r., zdobywając tytuł Albumu roku i Najlepszego popowego albumu wokalnego, co czyni Swift najczęściej nagradzaną artystką w kategorii Album roku w historii. Aby promować Midnights i jej wszystkie poprzednie albumy, Swift wyruszyła w trasę koncertową The Eras Tour w 2023 i 2024 roku.

## Lista utworów

### Edycja standardowa
| Nr | Tytuł utworu                             | Autorzy tekstu                                                               | Producenci                                                        | Długość |
| -- | ---------------------------------------- | ---------------------------------------------------------------------------- | ----------------------------------------------------------------- | ------- |
| 1  | "Lavender Haze"                          | Taylor Swift, Jack Antonoff, Zoë Kravitz, Mark Spears, Jahaan Sweet, Sam Dew | Taylor Swift, Jack Antonoff, Sounwave, Jahaan Sweet, Braxton Cook | 3:22    |
| 2  | "Maroon"                                 | Taylor Swift, Jack Antonoff                                                  | Taylor Swift, Jack Antonoff                                       | 3:38    |
| 3  | "Anti-Hero"                              | Taylor Swift, Jack Antonoff                                                  | Taylor Swift, Jack Antonoff                                       | 3:20    |
| 4  | "Snow On The Beach" (gośc. Lana Del Rey) | Taylor Swift, Jack Antonoff, Lana Del Rey                                    | Taylor Swift, Jack Antonoff                                       | 4:16    |
| 5  | "You're On Your Own, Kid"                | Taylor Swift, Jack Antonoff                                                  | Taylor Swift, Jack Antonoff                                       | 3:14    |
| 6  | "Midnight Rain"                          | Taylor Swift, Jack Antonoff                                                  | Taylor Swift, Jack Antonoff                                       | 2:54    |
| 7  | "Question...?"                           | Taylor Swift, Jack Antonoff                                                  | Taylor Swift, Jack Antonoff                                       | 3:30    |
| 8  | "Vigilante Shit"                         | Taylor Swift, Jack Antonoff                                                  | Taylor Swift, Jack Antonoff                                       | 2:44    |
| 9  | "Bejeweled"                              | Taylor Swift, Jack Antonoff                                                  | Taylor Swift, Jack Antonoff                                       | 3:14    |
| 10 | "Labyrinth"                              | Taylor Swift, Jack Antonoff                                                  | Taylor Swift, Jack Antonoff                                       | 4:07    |
| 11 | "Karma"                                  | Taylor Swift, Jack Antonoff, Mark Spears, Jahaan Sweet, Keanu Torres         | Taylor Swift, Jack Antonoff, Sounwave, Keanu Beats, Jahaan Sweet  | 3:24    |
| 12 | "Sweet Nothing"                          | Taylor Swift, William Bowery                                                 | Taylor Swift, Jack Antonoff                                       | 3:08    |
| 13 | "Mastermind"                             | Taylor Swift, Jack Antonoff                                                  | Taylor Swift, Jack Antonoff                                       | 3:11    |

### Utwory dodatkowe edycjiLavender
| Nr | Tytuł utworu                              | Autorzy tekstu                             | Producenci                                 | Długość |
| -- | ----------------------------------------- | ------------------------------------------ | ------------------------------------------ | ------- |
| 14 | "Hits Different"                          | Taylor Swift, Jack Antonoff, Aaron Dessner | Taylor Swift, Jack Antonoff, Aaron Dessner | 3:54    |
| 15 | "You're on Your Own, Kid" (Strings remix) | Taylor Swift, Jack Antonoff                | Taylor Swift, Jack Antonoff                | 3:20    |
| 16 | "Sweet Nothing" (Piano remix)             | Taylor Swift, William Bowery               | Taylor Swift, Jack Antonoff                | 3:28    |

### Utwory dodatkowe edycji3am
| Nr | Tytuł utworu                    | Autorzy tekstu                                    | Producenci                            | Długość |
| -- | ------------------------------- | ------------------------------------------------- | ------------------------------------- | ------- |
| 14 | "The Great War"                 | Taylor Swift, Aaron Dessner                       | Taylor Swift, Aaron Dessner           | 4:00    |
| 15 | "Bigger Than The Whole Sky"     | Taylor Swift                                      | Taylor Swift, Jack Antonoff           | 3:38    |
| 16 | "Paris"                         | Taylor Swift, Jack Antonoff                       | Taylor Swift, Jack Antonoff           | 3:16    |
| 17 | "High Infidelity"               | Taylor Swift, Aaron Dessner                       | Taylor Swift, Aaron Dessner           | 3:51    |
| 18 | "Glitch"                        | Taylor Swift, Jack Antonoff, Mark Spears, Sam Dew | Taylor Swift, Jack Antonoff, Sounwave | 2:28    |
| 19 | "Would've, Could've, Should've" | Taylor Swift, Aaron Dessner                       | Taylor Swift, Aaron Dessner           | 4:20    |
| 20 | "Dear Reader"                   | Taylor Swift, Jack Antonoff                       | Taylor Swift, Jack Antonoff           | 3:45    |

### Utwory dodatkowe edycjiTil Dawn
| Nr | Tytuł utworu                                    | Autorzy tekstu                                                                                  | Producenci                                                       | Długość |
| -- | ----------------------------------------------- | ----------------------------------------------------------------------------------------------- | ---------------------------------------------------------------- | ------- |
| 21 | "Hits Different"                                | Taylor Swift, Jack Antonoff, Aaron Dessner                                                      | Taylor Swift, Jack Antonoff, Aaron Dessner                       | 3:54    |
| 22 | "Snow On The Beach" (gośc. więcej Lany Del Rey) | Taylor Swift, Jack Antonoff, Lana Del Rey                                                       | Taylor Swift, Jack Antonoff                                      | 3:50    |
| 23 | "Karma" (gośc. Ice Spice)                       | Taylor Swift, Jack Antonoff, Isis Gaston, Ephrem Lopez, Mark Spears, Jahaan Sweet, Keanu Torres | Taylor Swift, Jack Antonoff, Sounwave, Keanu Beats, Jahaan Sweet | 3:22    |

### Utwory dodatkowe edycjiLate Night
| Nr | Tytuł utworu                                    | Autorzy tekstu                                                                                  | Producenci                                                       | Długość |
| -- | ----------------------------------------------- | ----------------------------------------------------------------------------------------------- | ---------------------------------------------------------------- | ------- |
| 14 | "The Great War"                                 | Taylor Swift, Aaron Dessner                                                                     | Taylor Swift, Aaron Dessner                                      | 4:00    |
| 15 | "Bigger Than The Whole Sky"                     | Taylor Swift                                                                                    | Taylor Swift, Jack Antonoff                                      | 3:38    |
| 16 | "High Infidelity"                               | Taylor Swift, Aaron Dessner                                                                     | Taylor Swift, Aaron Dessner                                      | 3:51    |
| 17 | "Would've, Could've, Should've"                 | Taylor Swift, Aaron Dessner                                                                     | Taylor Swift, Aaron Dessner                                      | 4:20    |
| 18 | "Dear Reader"                                   | Taylor Swift, Jack Antonoff                                                                     | Taylor Swift, Jack Antonoff                                      | 3:45    |
| 19 | "You're Losing Me" (From The Vault)             | Taylor Swift, Jack Antonoff                                                                     | Taylor Swift, Jack Antonoff                                      | 4:38    |
| 20 | "Snow On The Beach" (gośc. więcej Lany Del Rey) | Taylor Swift, Jack Antonoff, Lana Del Rey                                                       | Taylor Swift, Jack Antonoff                                      | 3:50    |
| 21 | "Karma" (gośc. Ice Spice)                       | Taylor Swift, Jack Antonoff, Isis Gaston, Ephrem Lopez, Mark Spears, Jahaan Sweet, Keanu Torres | Taylor Swift, Jack Antonoff, Sounwave, Keanu Beats, Jahaan Sweet | 3:22    |

## Certyfikaty i sprzedaż
| Kraj                      | Certyfikat         | Sprzedaż   |
| ------------------------- | ------------------ | ---------- |
| Australia (ARIA)          | 3x platynowa płyta | 210 000+   |
| Austria (IFPI Austria)    | platynowa płyta    | 15 000+    |
| Belgia (BEA)              | złota płyta        | 10 000+    |
| Dania (IFPI Danmark)      | 2x platynowa płyta | 40 000+    |
| Francja (SNEP)            | platynowa płyta    | 100 000+   |
| Hiszpania (Promusicae)    | 2x platynowa płyta | 80 000+    |
| Kanada (MC)               | 6x platynowa płyta | 480 000+   |
| Meksyk (AMPROFON)         | platynowa płyta    | 140 000+   |
| Niemcy (BVMI)             | platynowa płyta    | 200 000+   |
| Norwegia (IFPI Norge)     | złota płyta        | 10 000+    |
| Nowa Zelandia (RMNZ)      | 5x platynowa płyta | 75 000+    |
| Polska (ZPAV)             | 3x platynowa płyta | 60 000+    |
| Portugalia (AFP)          | platynowa płyta    | 7 000+     |
| Stany Zjednoczone (RIAA)  | 2x platynowa płyta | 2 000 000+ |
| Szwajcaria (IFPI Schweiz) | złota płyta        | 10 000+    |
| Wielka Brytania (BPI)     | 3x platynowa płyta | 900 000+   |
| Włochy (FIMI)             | platynowa płyta    | 50 000+    |